# Chebba
Chebba ( en árabe: الشابة‎ ax-Xabba) es una ciudad de Túnez, en la Gobernación de Mahdía, en la costa sur de la gobernación, cabecera también de una delegación. En 2014 tenía 22.227 habitantes. 

## Economía
Antiguo puerto pesquero, hoy en día, aunque la pesca sigue siendo importante, su principal actividad es el turismo, complementado con la explotación de los olivos. Su playa es de arena blanca y fina y el agua es turquesa y transparente. La ciudad está sobre un pequeño promontorio que, como una península, se adentra en el mar y forma el Ras Gabboudia.

## Historia
Es la antigua Caput Vada ('punto de salida'), ciudad romana de la que se han encontrado numerosos restos, entre los que destaca un mosaico de Neptuno y las cuatro estaciones, que se conserva en el Museo Nacional del Bardo.
Fue destruida por los vándalos, excepto una torre llamada después Borj Khadija ('torre de Khadija'), reconstruida por los bizantinos, que le dieron el nombre de Justiniápolis. Su nombre moderno le fue dado por los árabes.

## Administración
Es el centro de la delegación o mutamadiyya homónima, con el código 33 58 (ISO 3166-2:TN), dividida en tres sectores o imades: 
- Chebba Norte (33 58 51)
- Chebba Sur (33 58 52)
- Es-Sâafet (33 58 53)

Al mismo tiempo, forma un municipio o baladiyah (código geográfico 33 20). 